# Unione Sportiva Pergolettese 1932 2012-2013
Questa voce raccoglie le informazioni riguardanti l'Unione Sportiva Pergolettese 1932 nelle competizioni ufficiali della stagione 2012-2013.

## Risultati

### Serie D

#### Poule scudetto
| Arbitro: | Marcello Rossi (Novara) |

|  |           |               |
|  | Marcatori | 60’ Bonometti |

| Arbitro: | Amabile (Vicenza) |

|           |           |  |
| Baldi 87’ | Marcatori |  |